# Neale Lavis
Pour les articles homonymes, voir Lavis (homonymie).
Neale John Lavis (né le 11 juin 1930 en Nouvelle-Galles du Sud et mort le 6 octobre 2019) est un cavalier australien de concours complet.

## Carrière
Aux Jeux olympiques d'été de 1960, Neale Lavis remporte la médaille d'or par équipe et la médaille d'argent en individuel. Aux Jeux olympiques d'été de 1964, il ne remporte aucune médaille.
Il devient éleveur de chevaux à Braidwood et donne naissance à Just a Dash, vainqueur de la Melbourne Cup en 1981, et à Strawberry Road, vainqueur du Grand Prix de Saint-Cloud en 1985.

## Source, notes et références
1. ↑  (en) « Vale Neale Lavis OAM Esteemed Member of The Sport Australia Hall of Fame », sur sahof.org.au, 8 octobre 2019

- (en) Cet article est partiellement ou en totalité issu de l’article de Wikipédia en anglais intitulé « Neale Lavis » (voir la liste des auteurs).